# Vorarlberger Tennisverband
Der Vorarlberger Tennisverband (VTV) wurde im Frühjahr 1955 durch die Tennisvereine Bregenz, Dornbirn und Feldkirch gegründet und ist der Dachverband der Vorarlberger Tennis-Vereine. Er ist der drittgrößte Sportverband des Bundeslandes Vorarlberg. Sein Hauptsitz sowie das Tennis-Leistungszentrum des VTV befinden sich in Dornbirn (Messe-Tennishalle).
In 64 Tennisvereinen,  die sich auf knapp 50 Vorarlberger Gemeinden verteilen, stehen derzeit 305 Tennisplätze zur Verfügung. 9738 Mitglieder sind gemeldet, davon nahmen im Jahr 2008 immerhin 3312 Spieler an der Vorarlberger Mannschaftsmeisterschaft (Volksbank-Liga) teil.
Auf der Jahreshauptversammlung im April 2005 wurde Gottfried Schröckenfuchs zum Präsidenten gewählt. Seine Vizepräsidenten sind seit damals Peter Raschner und Aldo Sauerwein.

## Vorarlberger Tennis-Mannschaftsmeisterschaft
Die Vorarlberger Tennis-Mannschaftsmeisterschaft stellt seit vielen Jahren hinter Fußball den zweitgrößten Meisterschaftsbetrieb dar. Es ist die zweitgrößte Breitensportveranstaltung Vorarlbergs.
| Jahr | Herren-Sieger | Damen-Sieger  |
| ---- | ------------- | ------------- |
| 2000 | TC Altenstadt | TC Hard       |
| 2001 | TC Altenstadt | TC Hard       |
| 2002 | TC Dornbirn   | TC Bregenz    |
| 2003 | TC Altenstadt | TC Altenstadt |
| 2004 | TC Altenstadt | TC Bregenz    |
| 2005 | UTC Vandans   | UTC Dornbirn  |
| 2006 | TC Dornbirn   | TC Bregenz    |
| 2007 | TC Altenstadt | TC Altenstadt |
| 2008 | TC Dornbirn   | TC Bregenz    |
| 2009 | TC Dornbirn   | TC Vorderland |
| 2010 | TC Altenstadt | TC Vorderland |
| 2011 | TC Dornbirn   | TC Vorderland |
| 2012 | TC Altenstadt | TC Dornbirn   |
| 2013 | TC Altenstadt | TC Dornbirn   |
| 2014 | TC Altenstadt | TC Dornbirn   |
| 2015 | TC Dornbirn   | TC Dornbirn   |

## Campus
Zum 40-jährigen Jubiläum des VTV konnte in der Dornbirner Messehalle der VTV-Campus (ehemals Leistungszentrum) eingerichtet werden. Derzeit werden wöchentlich in über 130 Hallenstunden auf zwei Plätzen 25 Spieler des VTV-Campus intensiv betreut. Darunter zählen auch Profis wie Yvonne Meusburger oder Philipp Oswald. Das Trainerteam besteht aus Joachim Kretz, Francesco Ceriani, Heikki Raevaara und Daniel Huber.